# Kedaritas
Keraditas o el reino kedarita, o Kedar (árabe: مملكة قيدار, romanizado: Mamlakat Qaydar), fue una antigua confederación tribal árabe mayoritariamente nómada. Descrita como «la más organizada de las tribus del norte de Arabia», en la cúspide de su poder en el siglo VI a. C. tenía un reino y controlaba una vasta región en Arabia.
La tradición bíblica sostiene que los kedaritas deben su nombre a Kedar, el segundo hijo de Ismael, mencionado en los libros bíblicos del Génesis (25:13) y de Crónicas (1:29), donde también hay frecuentes referencias a Kedar como tribu. Las primeras inscripciones extra bíblicas descubiertas por los arqueólogos que mencionan a los kedaritas son del Imperio neoasirio. Abarcan los siglos VIII y VII a. C. y en ellas se enumeran los nombres de los reyes kedaritas que se rebelaron y fueron derrotados en batalla, así como los que pagaron tributo a los monarcas asirios, entre ellos Zabibe, reina de los árabes (šar-rat KUR.a-ri-bi). También hay inscripciones en arameo y en árabe meridional antiguo que recuerdan a los kedaritas, que además aparecen brevemente en los escritos de los griegos clásicos y de los historiadores romanos, como Heródoto, Plinio el Viejo y Diodoro.
No está claro cuándo dejaron de existir los kedaritas como confederación o pueblo independiente. Aliados de los nabateos, es probable que fueran absorbidos por el estado nabateo hacia el siglo II a. C. En el Islam, Ismael se considera el antepasado del pueblo árabe, y en la historiografía tradicional islámica, los historiadores musulmanes han asignado gran importancia en sus relatos a sus dos primeros hijos (Nebaioth y Qedar), con la genealogía del profeta islámico Mahoma, asignada alternativamente a uno u otro hijo, según los estudiosos.

## Etimología
Se ha sugerido que el nombre de los kedaritas deriva del nombre del segundo hijo de Ismael, Qedar. Aunque el nombre de la tribu es árabe, se transcribió por primera vez en asirio (siglo VIII a. C.) y arameo (siglo VI a. C.), ya que el alfabeto árabe todavía no se había desarrollado. En el Onomasticon de Eusebio de Cesarea, los kedaritas aparecen como un grupo étnico cuyo nombre en transliteración aramea es QDRYN.
La raíz triliteral árabe q-d-r significa «medir, calcular, estimar»; «decretar, nombrar, ordenar»; y «tener poder o capacidad». Qidr, un sustantivo derivado de la misma raíz, significa «caldera, hervidor», y también da la derivación verbal, «cocinar». Ernst Axel Knauf, un erudito en ciencias bíblicas que emprendió un estudio histórico de los ismaelitas y determinó que eran conocidos en las inscripciones asirias como los Šumu'il, conjetura que el nombre de los kedaritas se derivó del verbo qadara, con su significado de «ordenar, tener poder».  Como esta etimología es una deducción basada únicamente en la prominencia de los kedar entre las tribus Šumu'il, otros estudiosos la consideran poco concluyente.

## Alcance geográfico

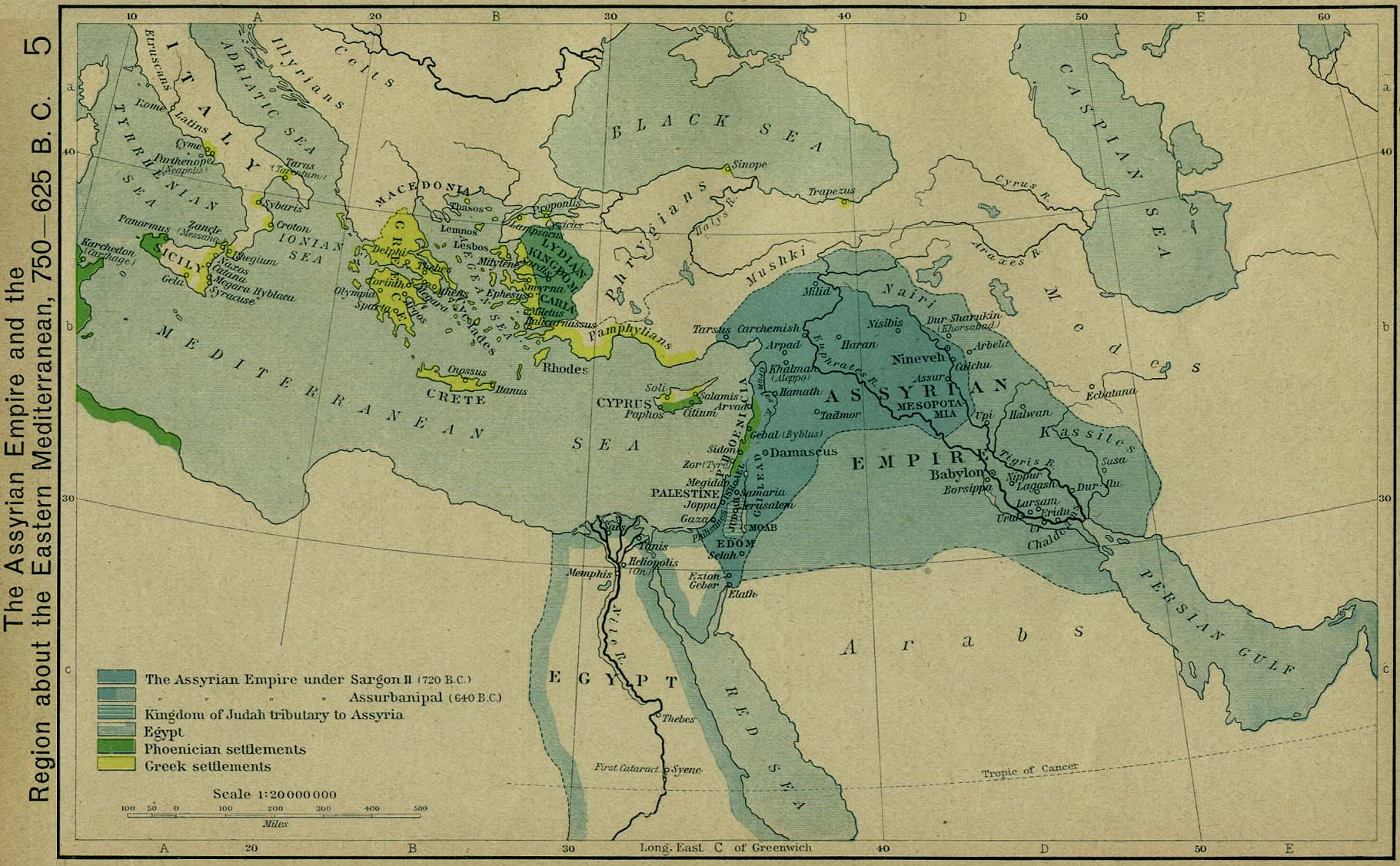
Un mapa del Imperio asirio y de la región del Mediterráneo Oriental, 750-625 a. C. del Historical Atlas de William R. Shepherd (1911) - Los primeros gobernantes kedaritas aparecen en inscripciones cuneiformes del y a. C. en acadia como vasallos del Imperio asirio.

Los kedaritas eran una «confederación tribal árabe», o «alianza de Tribus árabes nómadas». Según Philip J. King, teólogo e historiador, vivían en el noroeste del desierto de Arabia y fueron «una fuerza influyente entre los siglos VIII y IV a. C.» Geoffrey Bromiley, teólogo histórico y traductor, transcribe su nombre como Kedar y afirma que vivían en una zona al sureste de Damasco y al este de la Transjordania.
Las inscripciones asirias del siglo VIII a. C. sitúan a los kedaritas en la zona situada al este de la frontera occidental de Babilonia. En el siglo VII a. C. se desplazaron hacia el este, a zonas de Transjordania y el sur de Siria, y en el siglo V a. C.  se habían extendido al Sinaí y hasta el delta del Nilo. La dominación kedarita del noroeste de Arabia implicaba alianzas entre los reyes de Kedar y los reyes de Dedan (Al-Ula). El historiador israelita Ephal escribe que la «amplitud de la distribución kedarita sugiere una federación de tribus con varias subdivisiones».
Los oasis de la región mayoritariamente desértica en la que vivían los kedaritas -como Dedan, Tayma y Dumah- desempeñaban un importante papel como lugares de asentamiento, comercio y abrevaderos. Dumah, una remota ciudad desértica al oeste, conocida posteriormente como Dumat Al-Jandal y hoy como al-Jawf, era la más importante de ellas, ya que se encontraba entre los imperios de Babilonia y Asiria. Al servir de base para las ceremonias religiosas kedaritas, la posición estratégica de Dumah en la ruta comercial norte-sur de la zona significaba que ambos imperios buscaban relaciones con sus habitantes, aunque Dumah y los kedaritas estaban más cerca, tanto en términos geográficos como políticos, de Babilonia. Los que venían del sur y querían acceder a Mesopotamia se veían obligados a pasar por Dumah, que además se encontraba en una ruta alternativa hacia el noroeste, que conducía a la ciudad de Damasco, y desde allí, a Asiria y Anatolia.
Durante el periodo de dominio imperial persa en la región (c. 550-330 a. C.), los kedaritas ejercían el control de las zonas desérticas fronterizas con Egipto e Israel y del tráfico relacionado con el comercio de incienso árabe del que dependía Gaza. Heródoto (c. 484-425 a. C.) escribe sobre su presencia en el norte del Sinaí, cerca de la frontera egipcia, donde podrían haber sido contratados por los aqueménidas, las autoridades imperiales persas, para mantener la seguridad de esa frontera, así como su control de la ciudad de Gaza.

## Menciones históricas

### Arqueológicas

#### Inscripciones asirias
La primera mención documentada de Kedar procede de una estela (c. 737 a. C.) de Tiglath-Pileser III, un rey del Imperio neoasirio, que enumera a los líderes de la parte occidental de Mesopotamia que le pagan tributo. Para los asirios, los kedaritas eran conocidos como Qidri o qi-id-ri con otras inscripciones cuneiformes que también utilizaban Qadri, Qidarri, Qidari y Qudari (imperio neobabilónico). Zabibe (c. 738 a. C.) figura entre los que pagan tributo bajo el título de «reina de los Qidri y los Aribi» (Aribi significa «árabes»).
También se menciona en las inscripciones reales asirias a la sucesora de Zabibe, Iatie (c. 730 a. C.), que envió fuerzas encabezadas por su hermano Baasqanu para ayudar a Merodac-Baladan en su intento de mantener el poder en Babilonia. Junto con un ejército de Elam, esta alianza se enfrentó a las fuerzas de Senaquerib, en la primera campaña del rey asirio en el año 703 a. C. Los acontecimientos de la batalla están registrados en los anales de Senaquerib, que describen a Iatie como «reina de los árabes», y cuentan la captura de su hermano Baasqanu en la batalla. Israel Eph'al escribe que esta es la primera mención en los documentos asirios del pueblo árabe como elemento étnico en Babilonia.
Las declaraciones sobre los kedaritas en los anales de los reyes asirios de Asurbanipal y su hijo Asarhaddón indican que el término Kedar era casi sinónimo de Arabia. Hazael, que gobernó entre el 690 y el 676 a. C., es descrito como rey kedarita por Asurbanipal y «rey de los árabes» por Asarhaddón. Tras la invasión de Babilonia por Senaquerib en 691-689 a. C., Hazael huyó a Dumah. Los asirios se refieren a Dumah como Adummatu, y describen la ciudad como la sede de la confederación Kedar y la base de su culto.
Te'el-hunu y Tabua, ambas referidas como «reinas de Qidri» y «reinas de Aribi», tienen Adummatu explícitamente denotada como su sede y capital en las inscripciones. Aunque la capital de las otras tres reinas referidas como «reinas de Aribi» (Samsi, Zabibe y Iatie) no se menciona explícitamente, se cree que también fue Adummatu. Numerosas inscripciones descubiertas en la propia Dumah son indicios adicionales de una fuerte presencia kedarí, una de las cuales pide a tres deidades conocidas por los asirios como dioses de Kedar (Ruda, Nuha y Atarsamain) «ayuda en el asunto de mi amor».
La conquista de Adummatu por Senaquerib en el 690 a. C. y la captura de una reina kedarita, Te'el-hunu, que fue llevada de vuelta a Asiria con otros botines, incluyendo imágenes divinas, también se menciona en los anales de los monarcas asirios. Asarhaddón devolvió finalmente las imágenes «renovadas» de los dioses árabes a Adummatu con Tabua, «que creció en el palacio de Senaquerib», y fue nombrada reina kedarita por Asarhaddón para sustituir a Te'el-hunu. Sin embargo, las tensas relaciones entre los asirios y los kedaritas hicieron que gobernara únicamente durante un breve período, y Asarhaddon reconoció a Hazael como rey de Kedar después de que éste aumentara su tributo al monarca asirio en 65 camellos. Asarhaddon nombró entonces a Yauta, hija de Hazael, como reina kedarita, tras la muerte de Hazael. También consta que Yauta pagó un tributo en forma de 10 minas de oro, 1.000 piedras preciosas, 50 camellos y 1.000 bolsas de cuero con sustancias aromáticas.
La derrota de Ammuladi y Yauta después de que montaran las fuerzas kedaritas para marchar contra los reyes del Amurru está registrada por Asurbanipal. Se dice que Yauta «despertó al pueblo de Arabia para que se rebelara con él». Su esposa, Adiya, es la única mujer mencionada en las inscripciones asirias tanto como reina qedarita como esposa de un rey qedarita, y se cree que es la única mujer que no era gobernante por derecho propio. Las inscripciones registran cómo Adiya fue enviada por Yauta para acompañar a Ammuladi y a las fuerzas kedaritas, y su posterior derrota y captura en el 604 a. C. por las fuerzas de Kamushaltu, rey de Moab y leal vasallo del imperio asirio. Se dice que Yauta «huyó a los nabateos». Su posterior captura y condena en Nínive están registradas por Asurbanipal, quien relata que «le puse una cadena de perro y la hice vigilar una perrera». Abiyate fue nombrado sucesor de Yauta, y pronto se unió a los nabateos para rebelarse de nuevo contra Asiria, lo que provocó que Asurbanipal lanzara una campaña de tres meses para acabar con ella, comenzando en Palmira, siguiendo por Damasco y terminando en el sur de Al-Lajā.

#### Antiguas inscripciones en árabe y arameo del sur
| Nombre                                              | Años de reinado  | Ortografía alternativa                                  | Notas                                                                                    |
| --------------------------------------------------- | ---------------- | ------------------------------------------------------- | ---------------------------------------------------------------------------------------- |
| Gindibu, de Arabia                                  | c. 870–850 a. C. | en árabe: جندبو‎                                         | Primera mención de "árabes" en los textos asirios. No asociado explícitamentecon Qedar.. |
| Reina Zabibe de Arabia y Kedar                      | c. 750–735 a. C. | Zabiba en árabe: زبيبة‎                                  | Primera monarca asociada explícitamente con Kedar en los textos asirios.                 |
| Reina Samsi de Arabia                               | c. 735–710 a. C. | Shamsi, Samsil en árabe: شمسي‎                           |                                                                                          |
| Reina Iatie de Arabia                               | c. 710–695 a. C. | Iati'e, Yatie en árabe: يثيعة‎                           |                                                                                          |
| Reina Te'el-hunu de Arabia                          | c. 695–690 a. C. | Te'elhunu en árabe: تلهونة‎                              |                                                                                          |
| Hazael, rey de Kedar                                | 690–676 a. C.    | Hazail, Khaza'il en árabe: حزائيل‎                       |                                                                                          |
| Reina Tabua                                         | ?                | en árabe: تبوعة‎                                         | Nombrada reina por Asarhaddon.                                                           |
| Yauta, hijo de Hazael (ibn Hazael), rey de Qedar    | 676–652 a. C.    | 'Iauta, Iata, Uaite or Yawthi'i en árabe: يثع بن حزائيل‎ |                                                                                          |
| Abiyate, hijo de Teri (ibn Teri), rey de Kedar      | 652–644 a. C.    | Abyate en árabe: ابياته‎                                 |                                                                                          |
| Mati-il, rey de Dedan                               | c. 580–565 a. C. |                                                         |                                                                                          |
| Kabaril, hijo de Mati-il (ibn Mati-il) rey de Dedan | c. 565–550 a. C. |                                                         |                                                                                          |
| Nabonido, rey de Babilonia                          | c. 550–540 a. C. |                                                         | Gobernando desde Tayma                                                                   |
| Mahlay, rey (de Kedar?)                             | c. 510–490 a. C. | Mahaly                                                  | Mencionado en la inscripción de Laquis.                                                  |
| Iyas, hijo de Mahlay                                | c. 490–470 a. C. |                                                         | También nombrado en la inscripción de Laquis.                                            |
| Shahr I, rey de Kedar                               | c. 470–450 a. C. | Shahru                                                  |                                                                                          |
| Gashmu I, hijo de Shahr (ben Shahr), rey de Kedar   | c. 450–430 a. C. | Geshem en árabe: جشم‎                                    |                                                                                          |
| Qainu, hijo de Gehsem (bar Geshem), rey de Kedar    | c. 430–410 a. C. | Kaynau, Qaynu en árabe: قينو بن جشم‎                     |                                                                                          |

Las inscripciones en árabe antiguo del sur mencionan a qdrn ("Qadirān" o "Qadrān") como persona o pueblo. Un grafito encontrado en Al-Ula, conocido como el Grafito de Niran en Dedan, menciona a Gashmu I, hijo de Shahr I, como rey de Kedar.
También se menciona a un «rey de Kedar» en una inscripción aramea de finales del siglo V a. C. en una vasija de plata hallada en Heroónpolis, en el este del delta del Nilo, en el Bajo Egipto. La inscripción lo nombra como «Qainū hijo de Gashmu», y la vasija se describe como una «ofrenda a Al-lat».
Aunque no menciona específicamente a Kedar y, por tanto, es objeto de debate, una inscripción aramea del siglo V a. C. descubierta en un altar de incienso en Laquis y dedicada a «Iyas, hijo de Mahaly, el rey», es interpretada por André Lemaire como una posible referencia a los reyes de Kedar.

### Escritos posteriores

#### Antigüedad clásica
Heródoto ha documentado que los kedaritas fueron llamados para ayudar a Cambises II del imperio persa en su invasión de Egipto en el año 525 a. C. Se sabe que los kedaritas y los nabateos mantenían estrechas relaciones, incluso se comprometieron como aliados en la guerra contra los asirios. Es posible que los kedaritas acabaran incorporándose al estado nabateo, que surgió como la presencia ismaelita más fuerte en el noroeste de Arabia hacia el siglo II a. C. En The Cambridge Ancient History, se dice que algunos de los nabateos (árabes) mencionados por Diodoro en su relato de los acontecimientos que tuvieron lugar en el año 312 a. C. son kedaritas.
Se cree que Plinio el Viejo (23-79 d. C.), que se refiere a los Cedrei y Cedareni («Cedarenos») en el contexto de otras tribus árabes, situando su dominio al sur de los Conchlei y adyacente al de los Nabataei, se refiere a los Kedar. Jerónimo (c. 357-420 d. C.), también escribiendo en latín, transcribe Kedar como Cedar, y se refiere a ella como una región. En una entrada, la describe como «una región de los sarracenos, que se llaman ismaelitas en las escrituras»; en otra, escribe que era una «región antaño inhabitable a través de la Arabia sarracena»; y en una tercera, escribe que es una «región desierta de los ismaelitas, a los que ahora llaman sarracenos». Según la Enciclopedia Católica, Teodoreto de Ciro (c. 393 - c. 457) menciona que en su época los Kedar vivían cerca de Babilonia.

#### SigloXIX
Hay breves referencias a los kedaritas en los escritos de los viajeros occidentales a Levante en el siglo XIX. Basándose en motivos bíblicos, se establecen comparaciones entre los beduinos y el Kedar. Por ejemplo, Albert Augustus Isaacs describe el imponente espectáculo de un campamento beduino en una llanura en la que «las tiendas negras de Kedar se extendían a lo largo y ancho». Un relato anterior de Charles Boileau Elliot describe a los árabes como dos grupos principales, los felahs y los beduinos, e identifica a estos últimos con Ismael y los kedaritas de la siguiente manera:

Los beduinos todavía conservan los hábitos errantes de su padre Ismael; su «mano está contra todos los hombres, y la mano de todos los hombres está contra ellos»; el desierto salvaje es su hogar; el suelo es su palé y su dosel el cielo; o, si es lujoso, su lugar de residencia preferido es una pequeña tienda «negra como las tiendas de Kedar», su progenitor [...].

Charles Forster identifica a la tribu árabe de los Beni Harb como los descendientes modernos de los Kedar. Propone que Beni Harb («hijos de la guerra») es un patronímico y un nombre de guerra que fue adoptado por la tribu hace al menos 2.000 años, sustituyendo a Kedar como apodo nacional.

#### Descripciones bíblicas

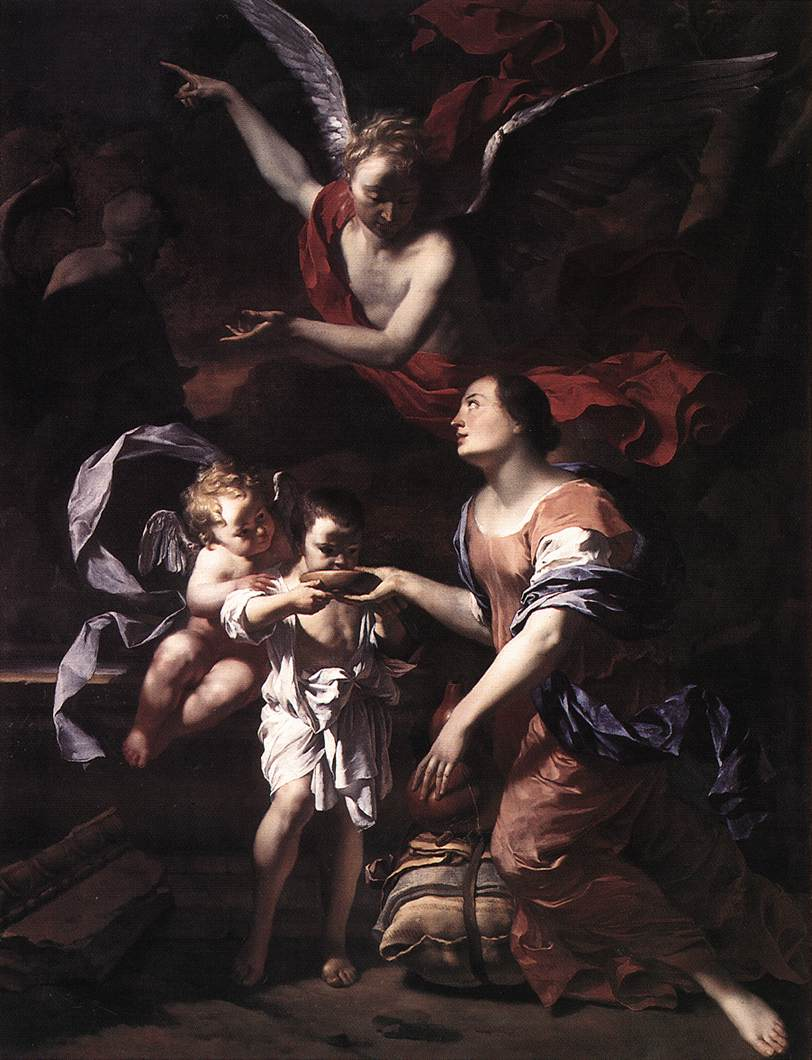
Agar e Ismael en el desierto, cuadro de Karel Dujardin.

Los descendientes de Abraham y Agar se llaman ismaelitas, en honor a Ismael, su primogénito, y los kedaritas se llaman así por su segundo hijo, Kedar. La Biblia se refiere tanto a los kedaritas como a Kedar con frecuencia. Las referencias del Antiguo Testamento incluyen el Génesis (25:13), Isaías (21:16-17, 42:11, 60:7), Jeremías (2:10, 49:28-33), Ezequiel (27:21) y Crónicas (1:29). En dos ocasiones, Kedar se utiliza para referirse al hijo real de Ismael, como en los libros del Génesis y de las Crónicas, mientras que el resto de las referencias son a sus descendientes, refiriéndose bien a sus hijos más destacados del norte de Arabia, o bien a los árabes y beduinos como un colectivo más genera. Las «tiendas de Kedar» equiparadas con «el Mesec que odia la paz» mencionadas en el Libro de los salmos (120:5) eran probablemente un subgrupo kedarita.
En el Cantar de los Cantares (1:5), las tiendas de los kedaritas se describen como negras: «Negra soy, pero hermosa, hijas de Jerusalén / como las tiendas de Kedar, como la tela de las tiendas de Salam». Se dice que sus tiendas estaban hechas de pelo de cabra negro. Una tribu de Salam estaba situada justo al sur de los nabateos en Mada'in Saleh, y Knauf propuso que los kedaritas mencionados en este texto masorético eran de hecho nabateos y desempeñaron un papel crucial en el comercio de especias en el siglo III a. C.
Las descripciones bíblicas indican que había dos tipos principales de kedaritas: los nómadas (en árabe: wabariya) que vivían en tiendas y los sedentarios (en árabe:ḥaḍariya) que vivían en aldeas. Jeremías los describe como «una nación tranquila, que habita con seguridad» (49:31) y señala que se dedican a la práctica pagana de afeitarse las sienes. Isaías recuerda sus actividades guerreras y su habilidad con el arco y flecha. (21:16s), Ezequiel asocia «Arabia y todos los príncipes de Kedar», e indica que se dedicaban al comercio de ovejas y cabras con los fenicios. Los tres libros enumeran los rebaños de los qedaritas como corderos, carneros, cabras y camellos.
Jeremías también habla de una campaña de Nabucodonosor II (630-562 a. C.) contra los kedaritas durante el periodo babilónico. Gashmu, el rey de los kedaritas mencionado en la inscripción aramea del siglo V a. C. descrita anteriormente, también es llamado «Geshem el árabe» o «Geshem de Arabia» por Nehemías, quien lo menciona como uno de sus adversarios, ya que Gashmu se opone a la gobernación de Nehemías sobre Judea en el año 447 a. C.

## Cultura y sociedad
Las pruebas bíblicas y extrabíblicas sugieren que, de las tribus árabes, los kedaritas eran los más destacados en sus contactos con el mundo fuera de la península arábiga. Al igual que otros grupos nómadas, vivían principalmente en campamentos no fortificados. Pastores y comerciantes de ganado, como corderos, carneros y cabras, también desempeñaron un papel clave en la prosperidad del comercio de incienso de Gaza, controlando el tráfico en las regiones desérticas entre Egipto y Palestina. Como resultado de sus actividades comerciales, hubo clanes de entre los qedaritas que se enriquecieron.
Aunque eran vasallos bajo el dominio asirio y a menudo se rebelaban contra ese imperio, el ascenso al dominio del imperio persa resultó beneficioso para los kedaritas. El control de las rutas comerciales y el acceso que éstas proporcionaban a los persas se tradujo en lo que Heródoto describió como una relación amistosa.

### Lenguaje
Los kedaritas forman parte de una serie de tribus del norte de Arabia cuyas interacciones con las tribus arameas a partir del siglo VIII a. C. dieron lugar a intercambios culturales entre estos dos grandes grupos semíticos. Los primeros grupos tribales árabes, como los kedaritas, hablaban árabe antiguo, pero como el alfabeto árabe todavía no se había desarrollado, utilizaban el alfabeto arameo para escribir. «La lengua de Kedar» se utiliza en las fuentes rabínicas como nombre de la lengua árabe.
La papponimia, la práctica de nombrar a los niños con el nombre de sus abuelos, era común entre los Kedar. Algunos kedaritas tenían nombres personales arameos —por ejemplo, Hazael o Haza-el—, mientras que otros tenían nombres personales árabes —por ejemplo, Gashmu y Zabibe—. La civilización aramea y sus gentes fueron absorbidas gradualmente por los árabes, y los dialectos árabes del Líbano, Palestina, Siria e Irak, en particular, mostraron la influencia del arameo.

### Religión
El culto religioso entre los kedar, como el de la mayoría de los habitantes de Arabia hasta el siglo VII de nuestra era, era politeísta. Sus prácticas y creencias incluían un énfasis en los ídolos y adoradores femeninos. Las imágenes divinas de los dioses y diosas adorados por los árabes kedaritas, tal y como consta en las inscripciones asirias, incluían representaciones de Atarsamain, Nuha, Ruda, Daa, Abirillu y Atarquruma. La mujer guardiana de estos ídolos, normalmente la reina reinante, servía como sacerdotisa (apkallatu, en los textos asirios) quien se comunicaba con el otro mundo. Como se ha mencionado anteriormente, también hay pruebas de que los kedaritas adoraban a Al-lat, a quien está dedicada la inscripción de un cuenco de plata de un rey de Kedar. En el Talmud de Babilonia, que se transmitió oralmente durante siglos antes de ser transcrito hacia el año 500 de la era cristiana, en el tratado Taanit (Talmud) (folio 5b), se dice que la mayoría de los kedaritas adoraban a dioses paganos.

### Mausoleo

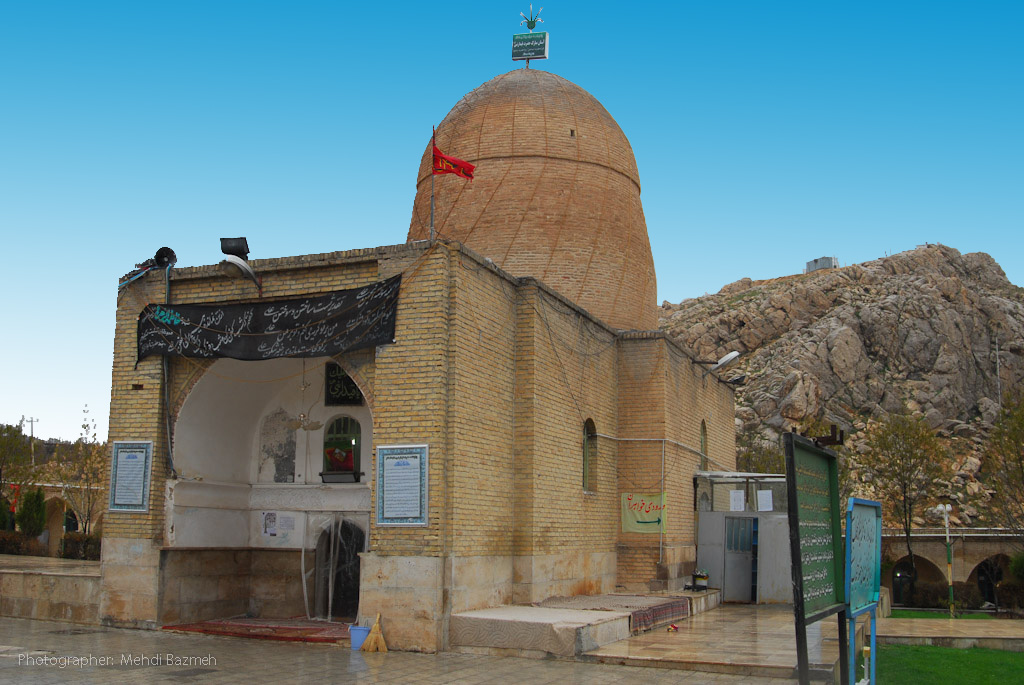
Santuario y mezquita de Kedar en la ciudad de Qeidar.

Hay un mausoleo asignado a Kedar en la ciudad de Qeidar, provincia de Zanyán, Irán. El mausoleo se encuentra en una mezquita chiita y la tumba de Kedar está cubierta por una reja de hierro. El mausoleo es visitado por chiitas, suníes y cristianos.

## Geneología
La visión bíblica del mapa político y cultural de finales de la Edad del Hierro lo describe como un conjunto de genealogías ramificadas. Los personajes bíblicos de tres generaciones en adelante a partir de Taré son descritos invariablemente como los fundadores epónimos de las diferentes tribus y entidades políticas que interactuaron con el Reino de Judá entre los siglos VIII y VI a. C. Tal es el caso de los árabes kedaritas, que, según la tradición bíblica, son los descendientes de la línea genealógica Abraham-Ismael-Kedar.
La mayoría de los sayyid creen que son uno de los descendientes modernos de Mahoma y que, por lo tanto, son descendientes de Ismael y de su segundo hijo Kedar. El imán Muhammad al-Baqir (676-743 de la era cristiana) escribió que su padre Ali ibn al-Husáyn le informó de que Mahoma había dicho «El primero cuya lengua habló en árabe claro fue Ismael, cuando tenía catorce años». Hisham Ibn al-Kalbi (737-819) estableció un vínculo genealógico entre Ismael y Mahoma mediante escritos que se basaban en fuentes bíblicas y palmarienses, así como en las antiguas tradiciones orales de los árabes. Su libro, Djamharat al Nasab ("La abundancia del parentesco"), parece plantear que los pueblos conocidos como «árabes» son todos descendientes de Ismael. Ibn Kathir (1301-1373) escribe: «Todos los árabes del Hiyaz son descendientes de Nebaioth y Qedar». Las fuentes judías medievales también solían identificar a Kedar con los árabes y/o los musulmanes. Según el autor y erudito Irfan Shahîd, los eruditos occidentales veían este tipo de «ismaelismo genealógico» con recelo, considerándolo como,

[...] una invención islámica tardía debido a la confusión en tiempos islámicos que lo convirtió en un término tan amplio como para incluir a los habitantes del sur y del norte de la Península Arábiga. Pero despojado de esta extravagancia, el concepto es mucho más modesto en su denotación, y en las fuentes sobrias solo se aplica a ciertos grupos entre los árabes de la época preislámica. Algunas declaraciones importantes en este sentido fueron hechas por Mahoma cuando identificó a algunos árabes como ismaelitas y a otros no.

El ismaelismo, en esta definición más limitada, sostiene que Ismael fue tanto una importante figura religiosa como un antepasado epónimo para algunos de los árabes de Arabia occidental. En los relatos genealógicos árabes se da importancia a los dos primeros de los doce hijos de Ismael, Nebaioth (en árabe: نبيت, Nabīt) y Qedar (en árabe: قيدار, Qaydār), que también aparecen de forma destacada en el relato del Génesis[38] Es probable que ellos y sus tribus vivieran en el noroeste de Arabia y fueran históricamente las más importantes de las doce tribus ismaelitas.
En los relatos que remontan la ascendencia de Mahoma a Ma'ad ibn Adnan (y de ahí a Adán), los eruditos árabes alternan, ya que algunos citan la línea a través de Nebaioth y otros de Kedar.